# Bosilegrad
Bosilegrad (en serbe cyrillique : Босилеград ; en bulgare Босилеград) est une ville et une municipalité de Serbie situées dans le district de Pčinja. Au recensement de 2011, la ville comptait 2 530 habitants et la municipalité dont elle est le centre 7 979 habitants.

## Géographie
La municipalité de Bosilegrad, située à l'extrême sud-est de la Serbie, se caractérise par un relief de collines et de montagnes, avec une altitude comprise entre 600 et 1 922 m. Le point culminant de la région est le mont Besna Kobila.

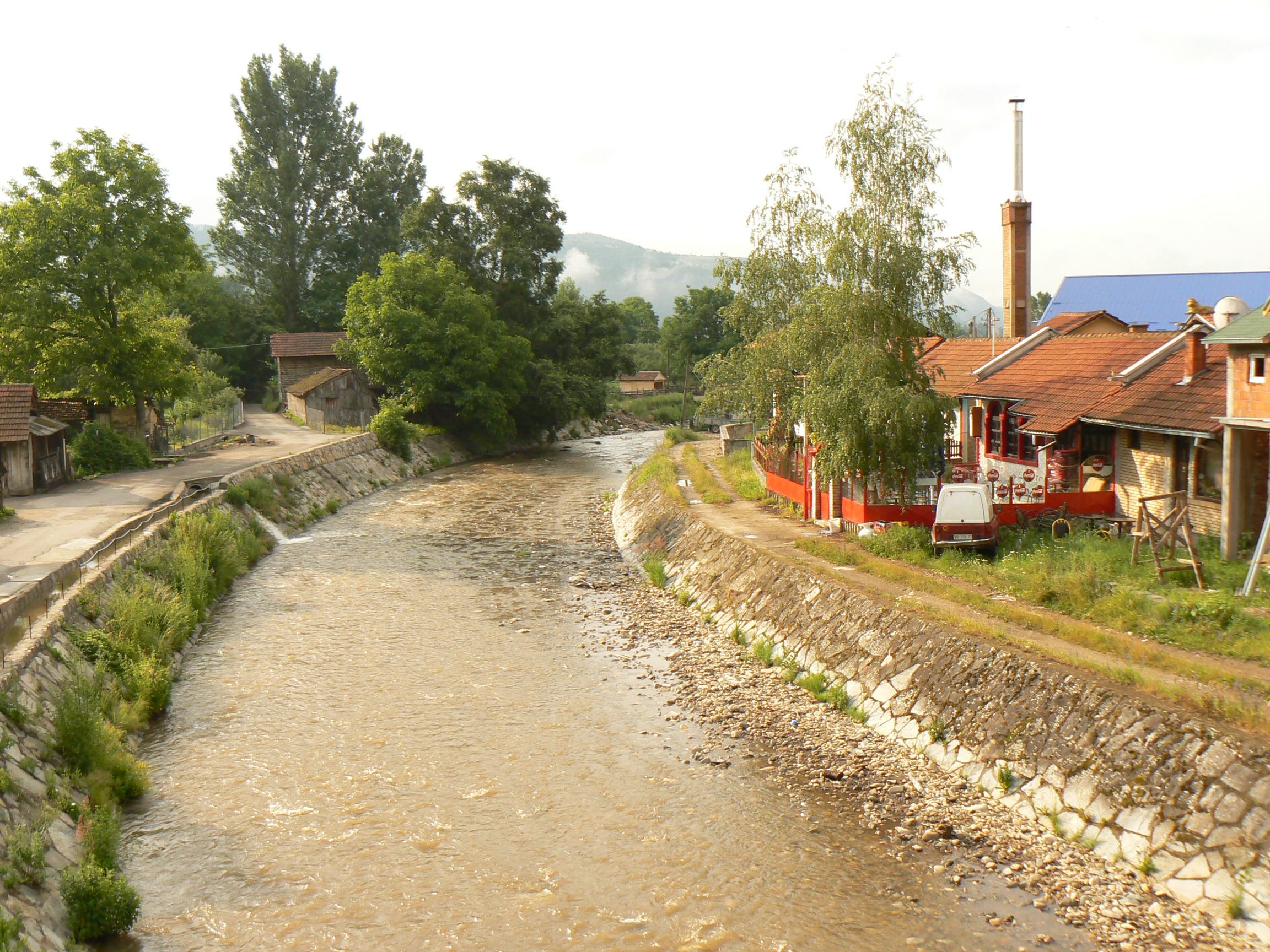
La Dragovištica à Bosilegrad

## Histoire
Le royaume de Yougoslavie obtint cette région sur la Bulgarie par le traité de Neuilly, signé le 27 novembre 1919.
À partir du milieu des années 2010, dans le contexte de la crise migratoire en Europe, le maire Vladimir Zaharijev se fait remarquer en mettant en place une politique d'accueil des réfugiés, alors que l'Europe de l'Est restreint ses frontières.

## Localités de la municipalité de Bosilegrad

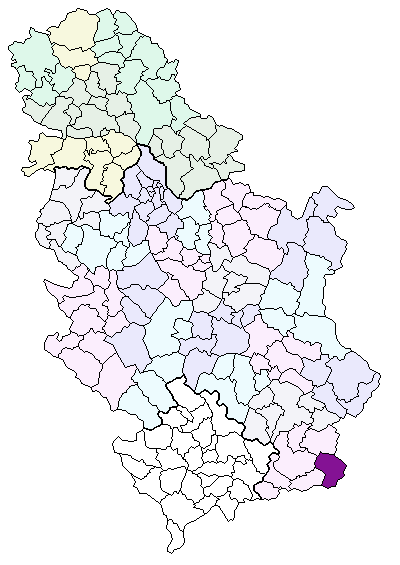
Localisation de la municipalité de Bosilegrad en Serbie

La municipalité de Bosilegrad compte 37 localités :
| - Barje - Belut - Bistar - Bosilegrad - Brankovci - Bresnica - Buceljevo - Gložje - Goleš - Gornja Lisina - Gornja Ljubata - Gornja Ržana - Gornje Tlamino | - Grujinci - Doganica - Donja Lisina - Donja Ljubata - Donja Ržana - Donje Tlamino - Dukat - Žeravino - Zli Dol - Izvor - Jarešnik - Karamanica - Milevci | - Mlekominci - Musulj - Nazarica - Paralovo - Ploča - Radičevci - Rajčilovci - Resen - Ribarci - Rikačevo - Crnoštica |

Bosilegrad est officiellement classée parmi les « localités urbaines » (en serbe : градско насеље et gradsko naselje) ; toutes les autres localités sont considérées comme des « villages » (село/selo).

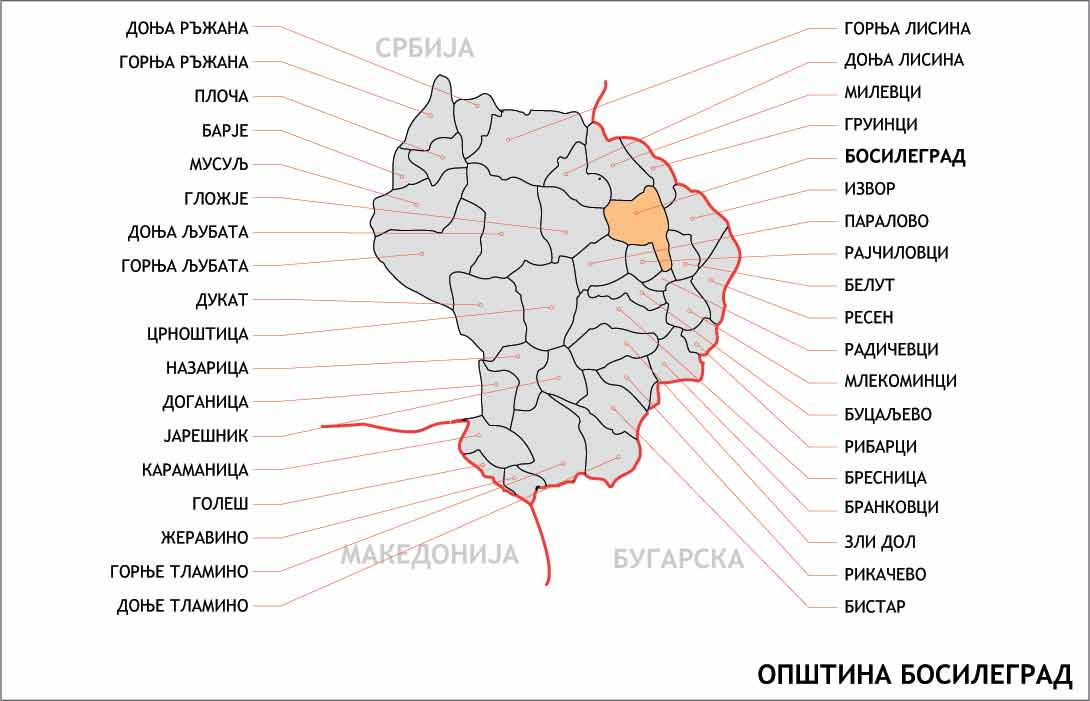
Localisation des localités dans la municipalité de Bosilegrad

## Démographie

### Ville

#### Évolution historique de la population dans la ville
| 1948  | 1953  | 1961  | 1971  | 1981  | 1991  | 2002  | 2011  |
| ----- | ----- | ----- | ----- | ----- | ----- | ----- | ----- |
| 1 233 | 1 320 | 1 355 | 1 662 | 2 029 | 2 440 | 2 702 | 2 530 |

### Municipalité

#### Évolution historique de la population dans la municipalité
| 1991   | 2002  | 2011  |
| ------ | ----- | ----- |
| 11 644 | 9 931 | 7 979 |

#### Répartition de la population par nationalités dans la municipalité (2002)
Les villages de Barje et de Karamanica sont majoritairement habités par des Serbes, Gornja Ržana possède une majorité de peuplement yougoslave, Donja Lisina possède une majorité relative de Serbes et Radičevci une majorité relative de Bulgares. Toutes les autres localités de la municipalité sont majoritairement habitées par des Bulgares.

## Politique

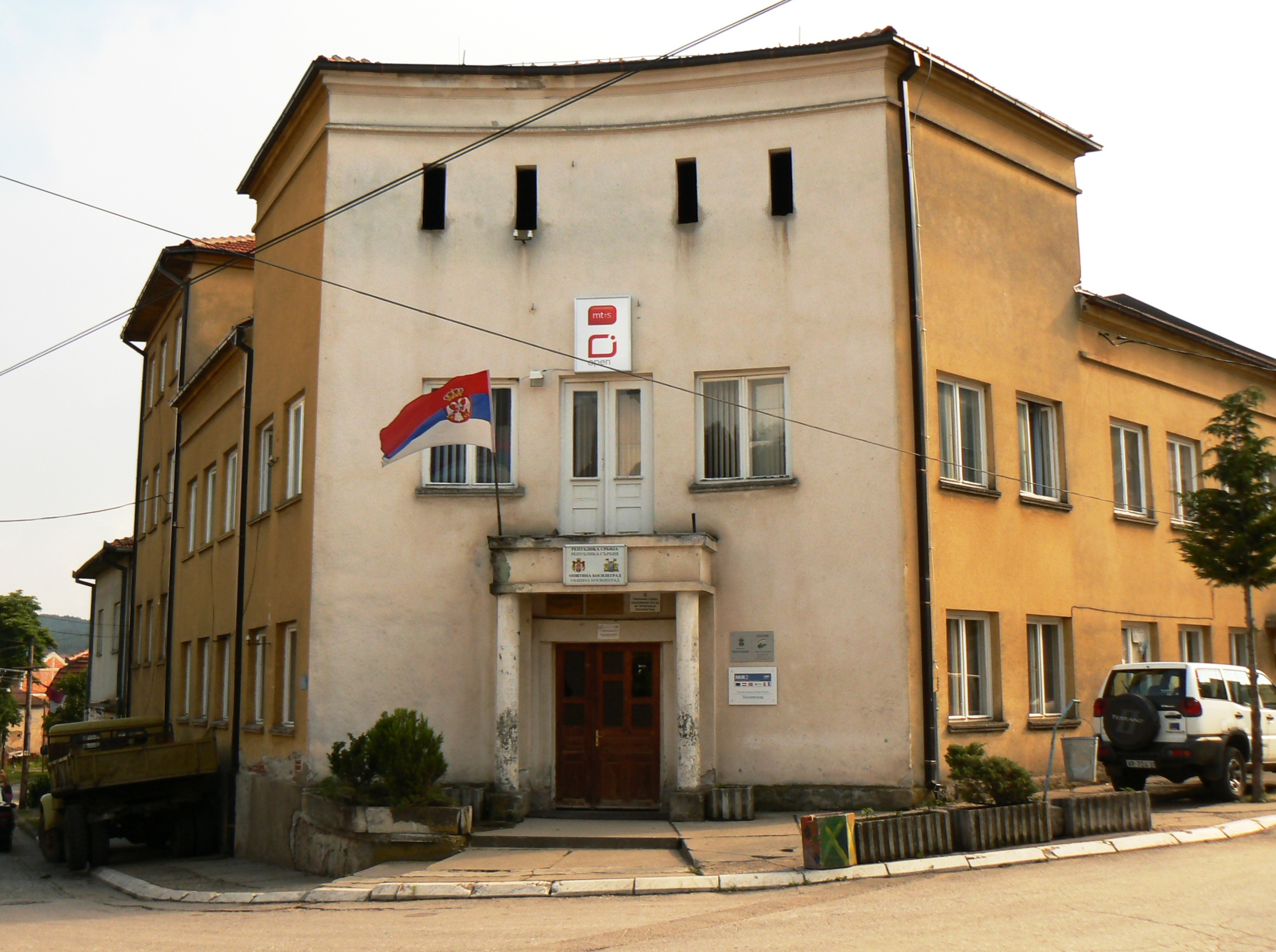
Le siège de l'assemblée de la municipalité de Bosliegrad

À la suite des élections locales serbes de 2008, les 28 sièges de l'assemblée municipale de Bosligrad se répartissaient de la manière suivante :
| Parti                        | Sièges |
| ---------------------------- | ------ |
| Parti démocratique de Serbie | 11     |
| Parti démocratique           | 6      |
| Parti radical serbe          | 3      |
| Parti socialiste de Serbie   | 3      |
| G17 Plus                     | 2      |
| Mouvement Force de la Serbie | 2      |
| Autre                        | 1      |

Vladimir Zaharijev, membre du Parti démocratique de Serbie de l'ancien premier ministre Vojislav Koštunica, a été élu président (maire) de la municipalité.

## Culture

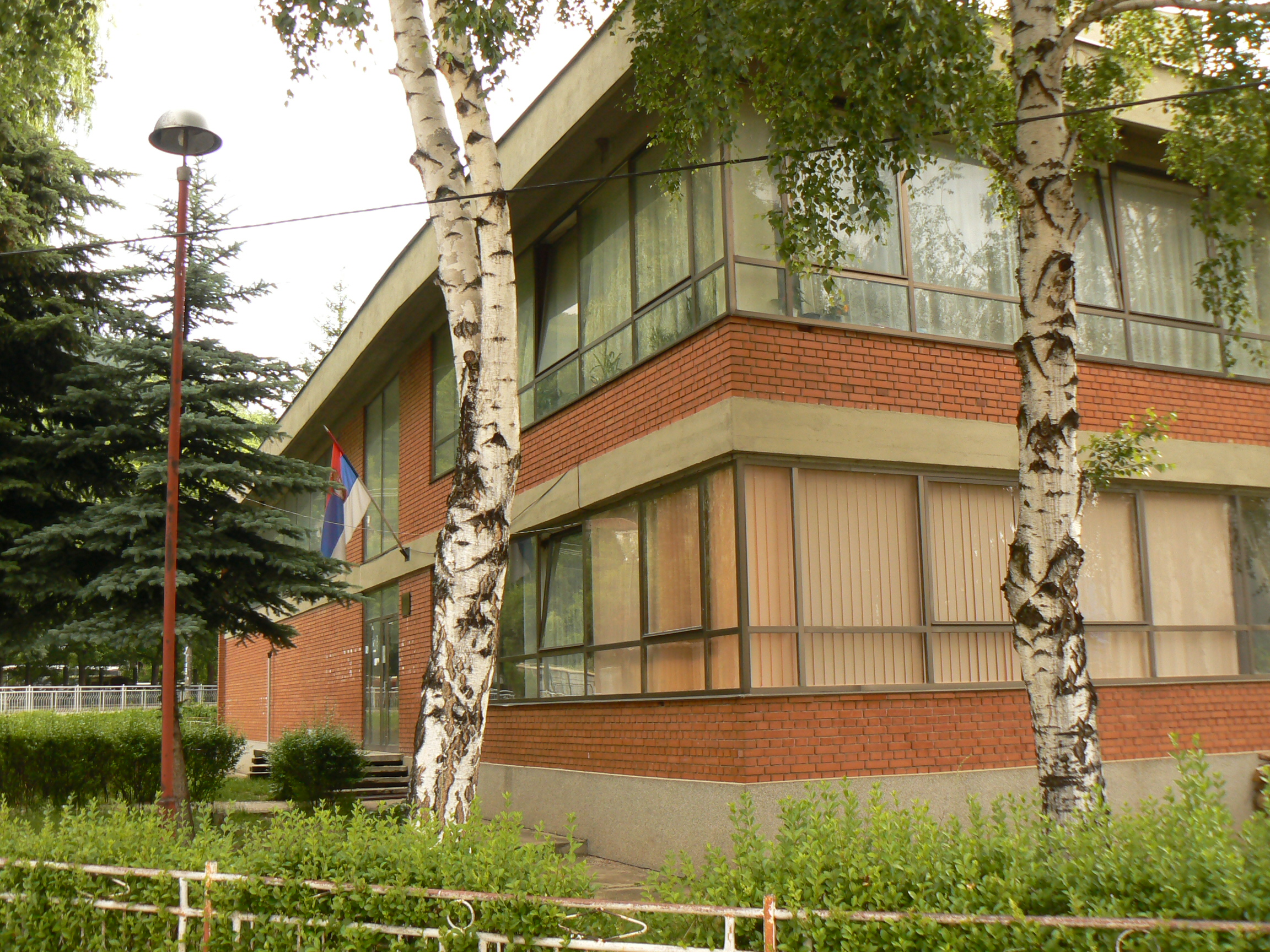
La Maison de la culture de Bosilegrad

## Médias
- Radio Kodal
- Radio Bosilegrad
- Kablovska TV Kodal

## Personnalités
- Emanuil Popdimitrov, écrivain ;
- Yordan Zahariev (1877-1965), ethnologue.